# Bear River (Wyoming)
Bear River es un pueblo ubicado en el condado de Uinta en el estado estadounidense de Wyoming. En el año 2010 tenía una población de 518 habitantes.

## Geografía
Bear River se encuentra ubicado en las coordenadas 41°23′8.68″N 111°1′37.74″O / 41.3857444, -111.0271500. 